# Bart hvězdou
Bart hvězdou (v anglickém originále Bart Star) je 6. díl 9. řady (celkem 184.) amerického animovaného seriálu Simpsonovi. Scénář napsal Donick Cary a díl režíroval Dominic Polcino. V USA měl premiéru dne 9. listopadu 1997 na stanici Fox Broadcasting Company a v Česku byl poprvé vysílán 30. listopadu 1999 na stanici ČT1.

## Děj
Po zdravotním sjezdu, který se koná ve Springfieldu, jsou springfieldské děti (včetně Barta) považovány za obézní. Aby jim rodiče pomohli udržet se v kondici, přihlásí je na americký fotbal. Trenér Ned Flanders pomáhá udržet tým neporažený, ale Homer ho neúnavně hecuje. Ned se nakonec zlomí a předá práci Homerovi, který uzná, že Flanders odváděl dobrou práci. 
Homer se zpočátku chová k Bartovi tvrdě, ale když si vzpomene, jak na něj byl jeho otec Abe v dětství tvrdý, rozhodne se být na Barta hodnější. Druhý den se rozhodne vyřadit z týmu mnoho hráčů a hvězdného rozehrávače Nelsona nahradí Bartem, což vyvolá kritiku týmu. Bart není schopen hrát na této pozici dobře a způsobí první prohru týmu. Při nočním tréninku se Bart setká s Joem Namathem, který mu slíbí pomoc, ale brzy poté, co Joeova manželka opraví auto, které se porouchalo kvůli parozábraně, Joe odjíždí, aniž by Bartovi pomohl. 
Líza navrhne Bartovi, aby předstíral, že je zraněný, aby se zbavil pozice quarterbacka, což Bart ochotně udělá, ale Homer tvrdí, že bez Barta musí tým prohrát. To způsobí, že se Bart rozzlobí a odejde z týmu. V dalším zápase se Nelson opět stane rozehrávačem a tým vyhraje, ale Homer nemá s kým slavit a je osamělý. Následně Homer vyhledá Barta a přesvědčí ho, aby se k týmu vrátil. Další den, během mistrovského zápasu, je skóre nerozhodné, když náčelník Wiggum přijde zatknout Nelsona. Bart se rozhodne předstírat, že je Nelson, a tým nakonec mistrovství vyhraje.

## Produkce
Epizodu napsal Donick Cary, který se inspiroval zkušeností ze střední školy, kde měl trenéra amerického fotbalu, který měl v týmu svého syna. Podobně i tvůrce seriálu Mike Scully byl v týmu hráčů amerického fotbalu, jehož trenér poskytoval svému synovi zvláštní postavení.
George Meyer získal inspiraci pro scénu k začátku epizody, kdy se Rainier Wolfcastle posmívá dětem, ze zkušenosti, kterou měl s Arnoldem Schwarzeneggerem. Sledoval Schwarzeneggera během výletu a zaslechl, jak se posmívá svým dětem. Ve stejné scéně se projevil Schwarzeneggerův vliv, protože byl jmenován předsedou prezidentské rady pro tělesnou zdatnost a sport, v níž působil v letech 1990 až 1993.
V celé epizodě je Homer oblečen jako pocta ikoně Dallas Cowboys Tomu Landrymu a nosí podobnou čepici. Homer si Landryho čepici koupil již dříve v předchozí sezóně v epizodě Dvojí stěhování. 
Závěrečná scéna se psala dlouho. Scenáristé měli problém vymyslet rozuzlení, které by pro Barta a Homera skončilo pozitivně, a původně se lišilo.

### Casting
V epizodě hostovali Joe Namath, Roy Firestone a Mike Judge. Vystoupení bylo propagací Judgeova animovaného seriálu Tatík Hill a spol., který v roce 1997 následoval po Simpsonových v nedělním programu stanice Fox. Ve scéně byly přítomny i další postavy ze seriálu Tatík Hill a spol. (Hankova neteř Luanne, Hankova manželka Peggy, Hankův syn Bobby a Hankovi přátelé Dale Gribble, Bill Dauterive a Boomhauer), i když žádná z nich nepromluvila. Marv Albert měl původně hrát roli moderátora sportovního rádia Firestonea, ale po obvinění ze sexuálního napadení, které proti němu bylo vzneseno v době předprodukce epizody, od toho bylo upuštěno, Albert se však později objevil v epizodě 20. série Burns a včely.

## Přijetí
V původním vysílání skončil díl v týdnu od 3. do 9. listopadu 1997 na 27. místě v žebříčku sledovanosti s ratingem Nielsen 10,8, což odpovídá přibližně 10,6 milionu domácností. Byl to třetí nejlépe hodnocený pořad na stanici Fox v tomto týdnu, hned po seriálech Akta X a Tatík Hill a spol.
Po odvysílání epizoda získala pozitivní hodnocení kritiků. Autoři knihy I Can't Believe It's a Bigger and Better Updated Unofficial Simpsons Guide, Warren Martyn a Adrian Wood, se o epizodě vyjádřili pozitivně: „Zábavná epizoda, kde fandíte Bartovi a nezvykle i Nelsonovi – po celou dobu. Homer je prostě příliš hloupý, než aby se dalo říct, ale to je omluvitelné, protože konečně vidíme, jak Ned Flanders prohrává, a to ve velkém!“.
V roce 2011 označil Keith Plocek z blogu Squid Ink magazínu LA Weekly scénu, v níž se Homer snaží v Kwik-E-Martu koupit „pivo, ve kterém plavou bonbóny“ (které Homer nazývá skittlebrau), za čtvrtý nejlepší moment seriálu týkající se jídla.
Režiséru epizody Dominicu Polcinovi se epizoda velmi líbila a tvrdí, že je to jeho nejoblíbenější epizoda, kterou režíroval.